# Геліотроп запашний
Геліотроп запашний (Heliotropium suaveolens) — вид рослин з родини шорстколистих (Boraginaceae), поширений у південно-східній Європі, західній, південно-західній і середній Азії.

## Опис
Однорічна рослина 10–20 см. Листки яйцеподібні або овальні, при основі б.-м. округлі, на верхівці тупі. Квітки дуже запашні. Віночок 6–7 мм в діаметрі, його лопаті рівні по довжині трубці й повністю вкривають лінійні частки чашечки, тому все суцвіття має вигляд суцільного білого букетика.

## Поширення
Поширений у південно-східній Європі (Молдова, Україна, Росія), західній, південно-західній і середній Азії.
В Україні вид зростає на кам'янистих схилах — у Криму, рідше в Донецькій обл. (Волноваха, Маріуполь), Запорізькій обл. (Бердянськ, Мелітополь).

## Використання
Декоративна рослина.